# Via Amerina

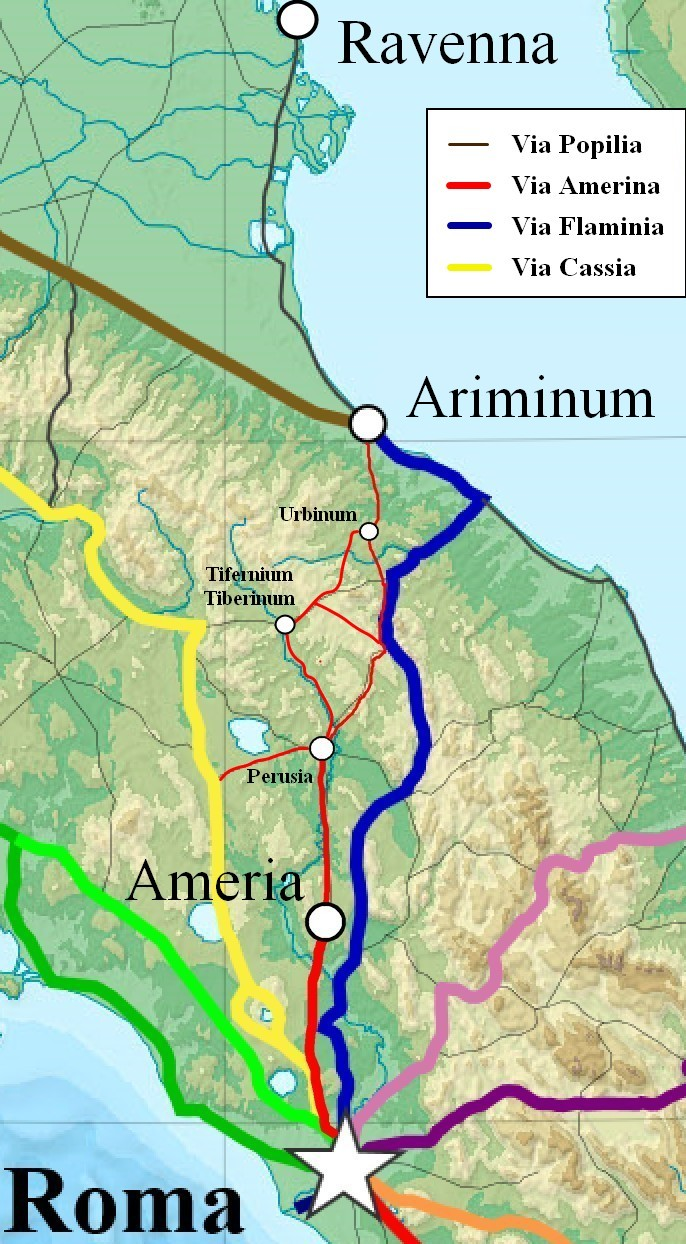
Verlauf der Via Amerina von Rom nach Rimini (Ariminum)

Die Via Amerina ist eine Römerstraße, die nach dem Einfall der Langobarden in Italien 568 n. Chr. ein wichtiger Verbindungsweg im Byzantinischen Korridor zwischen Rom und dem Exarchat von Ravenna war.

## Entstehung
Die Anfänge der Via Amerina werden schon um 241 v. Chr. vermutet, als die Römer den Aufstand der Falisker niedergeschlagen und mit dieser Straße eine Verbindung zu deren neu angelegter Siedlung Falerii Novi geschaffen hatten. Damit dürfte sie sogar vor der Via Flaminia und der Via Cassia entstanden sein, erst nur mit lokaler Bestimmung, bevor sie dann auch als Verbindung dieser zwei divergierenden Fernstraßen diente. Eine durchgehende Basaltpflasterung ist erst nachweisbar, als ihre Strecke nach Amelia (damals: Ameria) weitergeführt wurde, von dem sie dann auch ihren Namen bezog. Cicero erwähnt in seiner Verteidigungsrede eines Bürgers von Ameria 80 v. Chr., dass die Distanz zwischen dessen Stadt und Rom 56 römische Meilen betrage, was etwa 90,1 km entspricht.
Anfangs war sie von geringer Bedeutung, denn wer damals von Rom über den Apennin an die Adria und von dort weiter nach Norden ziehen wollte, nutzte gewöhnlich die 283 km lange Via Flaminia. Diese verlor jedoch ihre Funktion als Durchgangsstraße, da ihr Übergang über den Apennin nach den langobardischen Eroberungen 568 n. Chr. unter die Kontrolle des Herzogtums Spoleto geriet und zu Kriegszeiten nicht benutzt werden konnte. Ihr für Römerstraßen typischer gerader Verlauf ohne Berücksichtigung des Geländereliefs wies zahlreiche Brücken und Untermauerungen auf, die eine aufwändige Wartung erforderten. Rom, das ungebrochen im Fokus der Langobarden stand, musste daher als Ersatz für die Via Flaminia eine andere sichere Verbindung zum Exarchat von Ravenna finden, von dessen Unterstützung es für seine Verteidigung und Versorgung existentiell abhängig war. So wich es auf die bis dahin eher unbedeutende Via Amerina aus, die im Schutz des von Ostrom kontrollierten Byzantinischen Korridors mit kleineren und größeren Abständen bis zum Apennin hin die westliche Parallele der Via Flaminia blieb.

## Südlicher Abschnitt bis Perugia

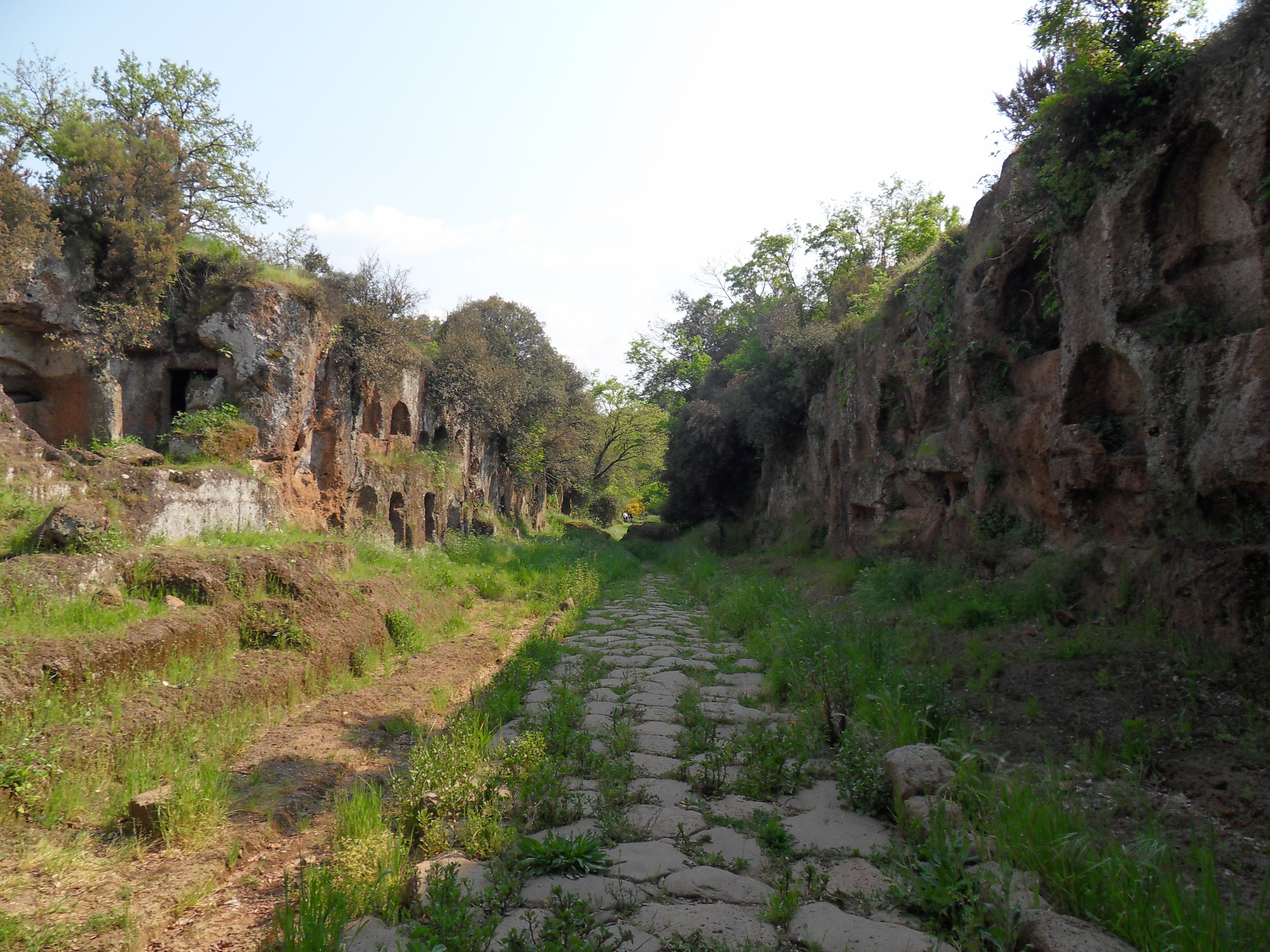
Die Via Amerina führt bei Nepi an der Nekropole dei Tre Ponti vorbei.

Ausgehend von Rom nutzte die Via Amerina erst die Trasse der Via Cassia, zweigte aber nach 30 km Richtung Osten ab und zog weiter über Formello und Campagnano di Roma (bei Veji) – Nepi (Nepete) – Corchiano – Vasanello – Orte (Horta) nach Amelia. Dieser erste Abschnitt der Via Amerina in Latium ist dank der wieder freigelegten Basaltsteine recht präzise nachweisbar und wird heute gerne auch als Wanderroute genutzt. Ihre Beschaffenheit änderte sich aber grundlegend nördlich von Amelia, als die feindliche Grenzlinie verlangte, dass die neue Strecke auf die dortigen Höhenzüge über Castel dell’ Aquila – Avigliano Umbro – Dunarobba – Sismano und Pesciano ausweichen musste, um nach Todi (Tuder) zu kommen. Angaben zu dieser neuen Trasse nördlich von Amelia erhalten wir von der Tabula Peutingeriana, einer im 12. Jh. entstandenen Kopie des spätantiken Straßennetzes. Sie zeigt zwar nicht den Verlauf, führt aber die Namen der Ortschaften auf, die sie passiert.
Von dort aus ging es weiter durch das Tibertal zu den Orten Pantalla – Collepepe – und Deruta, bis man Perugia (Perusia) erreichte, den für Rom so wichtigen Militärstützpunkt der Byzantiner. Hier gabelte sich die Via Amerina, wobei ihre westliche Route nach Chiusi abbog, um dann wieder in die Via Cassia einzumünden.

## Nördlicher Abschnitt von Perugia nach Rimini

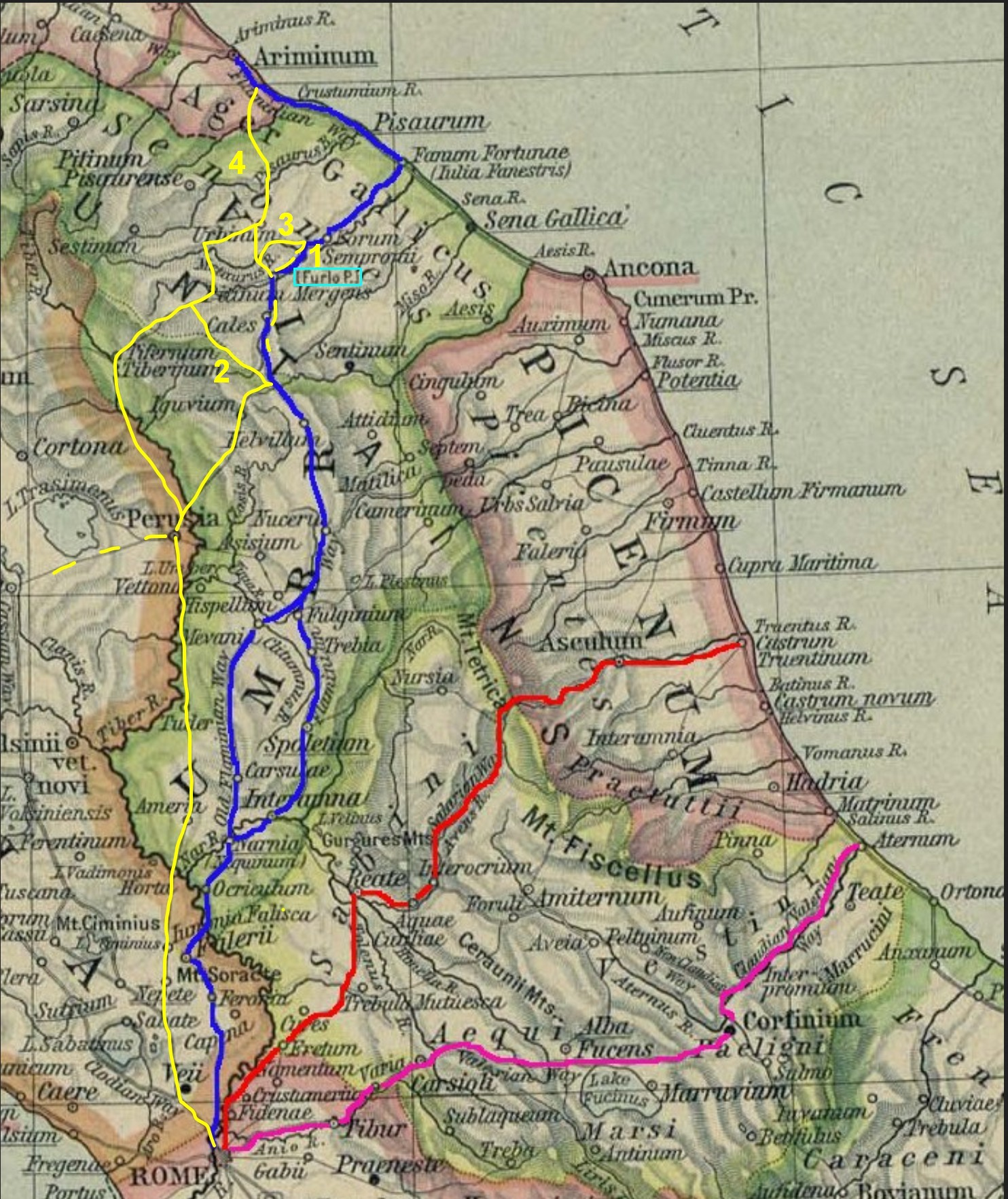
Verlauf der Via Amerina im Byzantinischen Korridor vom 6. bis zum 8. Jh.

### Durch die Furlo-Schlucht
Der für den Byzantinischen Korridor relevante Teil hingegen lief weiter nach Nordosten. In Friedenszeiten bogen die Byzantiner allerdings schon bei Perugia scharf nach Osten ab, um die komfortable Via Flaminia für die Überquerung des Apennins zu nutzen. An dessen schmalster Stelle, der Furlo-Schlucht, war bereits 76 n. Chr. unter Vespasian ein 38 m langer Tunnel entstanden, der den Durchgang zur Adria erleichterte.
Auch von Gubbio (Iguvium) aus konnten die Byzantiner nach den langobardischen Eroberungen immer noch längere Zeit gefahrlos auf die Via Flaminia ausweichen. Diese Chance nahmen sie auch gerne wahr. Entlang dieser Strecke von Cantiano über Cagli (Cales) nach Smirra herrschten zwar durch den umstrittenen und daher fließenden Grenzverlauf zeitweilig diffuse Besitzverhältnisse. Die behelfsmäßige Straßenführung der Amerina hatte öfter die gut ausgebaute Flaminia zu überkreuzen, weil sie ihren parallelen Verlauf im Westen aufgeben und notgedrungen auf ihr byzantinisches Gebiet im Osten mit seinen unwegsamen Saumpfaden ausweichen musste. Deren Trassen sind heute nur noch schwer nachzuvollziehen. Die Autoren einer neueren Abhandlung schafften es jedoch, die einstigen Grenzlinien mittels der byzantinischen oder langobardischen Namen von Ortschaften, Burgen und Kirchenpatronaten genauer zu präzisieren. Zu Friedenszeiten bot sich den Reisenden bei dieser sich überlappenden Streckenführung ein Wechsel auf die komfortablere Flaminia somit geradezu an. Im Krieg hingegen wurden die Übergänge durch die zahlreichen Befestigungsanlagen scharf überwacht.
Doch den Langobarden gingen im 7. und 8. Jh. aufgrund ihrer offensiveren Politik allmählich die Mittel zum Unterhalt der Via Flaminia aus, so dass die Furlo-Schlucht schlussendlich wegen Erdrutschen, Geröll und Straßenräubern nicht mehr passierbar war. Jedenfalls werden weder der einst strategisch so wichtige Tunnel noch seine Befestigungsanlagen bei den in der Pippinischen Schenkung aufgeführten Städten und Burgen erwähnt. Daher mussten die Byzantiner schon frühzeitig auf alternative Wegstrecken ausweichen.

### Querverbindung nach Apecchio

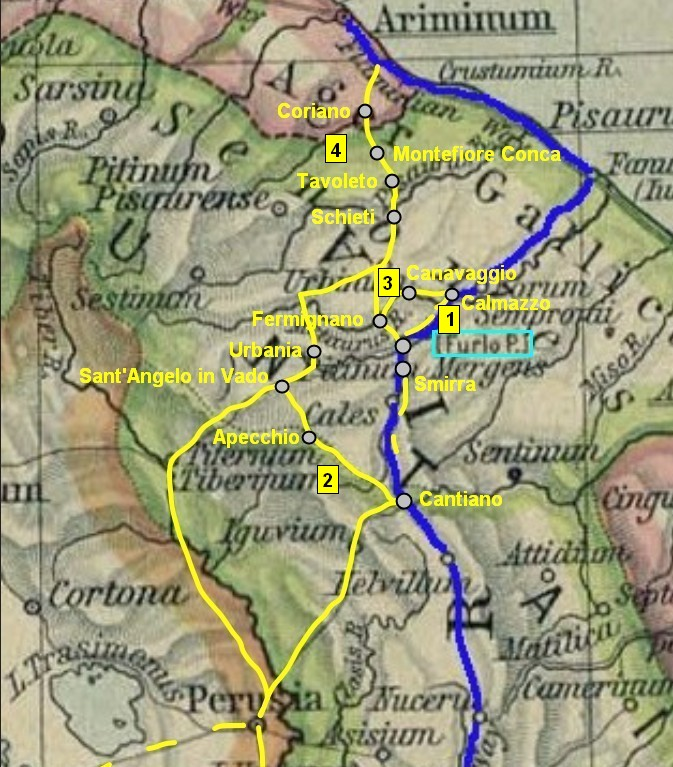
Verlauf der Via Amerina von Perugia bis Rimini mit alternativen Wegstrecken

Wer diese riskante Strecke nach Smirra lieber meiden wollte, hatte bei Cantiano die Gelegenheit, auf eine alte Seitenstraße der Flaminia abzubiegen und sie als Querverbindung nach Apecchio zu nutzen. Dort stieß er auf eine alternative Amerina-Wegstrecke aus dem oberen Tibertal, die von Città di Castello (Tifernum Tiberinum) kommend über Sant’Angelo in Vado und Urbania nach Urbino (Urbinum) führte. Dieses gehörte ebenso wie die Bergstädte Cagli und Gubbio zur byzantinischen Pentapolis annonaria, wurde daher im 8. Jahrhundert zeitweilig auch Pentapolis genannt, und bot sich dem Reisenden mit Kurs nach Nordosten als günstigster Ausgangspunkt für die Überquerung des Apennins unter Umgehung der Furlo-Schlucht an.

### Rund um die Furlo-Schlucht nach Fano
Diejenigen, die jedoch Richtung Osten nach Fano (Fanum) wollten und die Furlo-Schlucht bei Smirra gesperrt vorfanden, mussten sie auf byzantinischem Gebiet über Acqualagna (Pitinium Mergens) – Fermignano (Firmidianus) – Canavaccio und Calmazzo umrunden und gelangten erst bei Fossombrone (Forum Sempronii) auf die nun wieder zugängliche Trasse der Via Flaminia, um ihr Ziel zu erreichen.

### Über Urbino nach Rimini
Für Reisende mit dem Ziel Rimini hingegen war eine Umrundung der Furlo-Schlucht zu umständlich. Daher wählten sie an der Abzweigung bei Fermignano den nördlichen Weg nach Urbino. Hier folgten sie dann einer weiteren Wegstrecke der Amerina, die durch die Berge über Schieti – Tavoleto – Montefiore und Conca bis nach Coriano an der Adria führte, von wo aus sie dann auf dem letzten Streckenabschnitt der Via Flaminia deren Endstation Rimini erreichten.
Wer weiter nach Ravenna wollte, nutzte für seine letzte Wegstrecke die an der Küste verlaufende Via Popilia.